# Сарайчик (село)
Сара́йчик (каз. Сарыайшық) — село в Казахстані, у складі Махамбетського району Атирауської області. Адміністративний центр Сарайчиківського сільського округу.
Населення — 2260 осіб (2021; 1900 у 2009, 1939 у 1999, 1757 у 1989).

## Назва
- Сара́йчик (каз. Сарыайшық, «малий палац») — сучасна казахська назва.
- О́питне По́ле (рос. Опытное Поле), О́питне (рос. Опытное)[2] — радянська назва, використовувалася в часи Казахської РСР (до 1991).